# Овимбунду

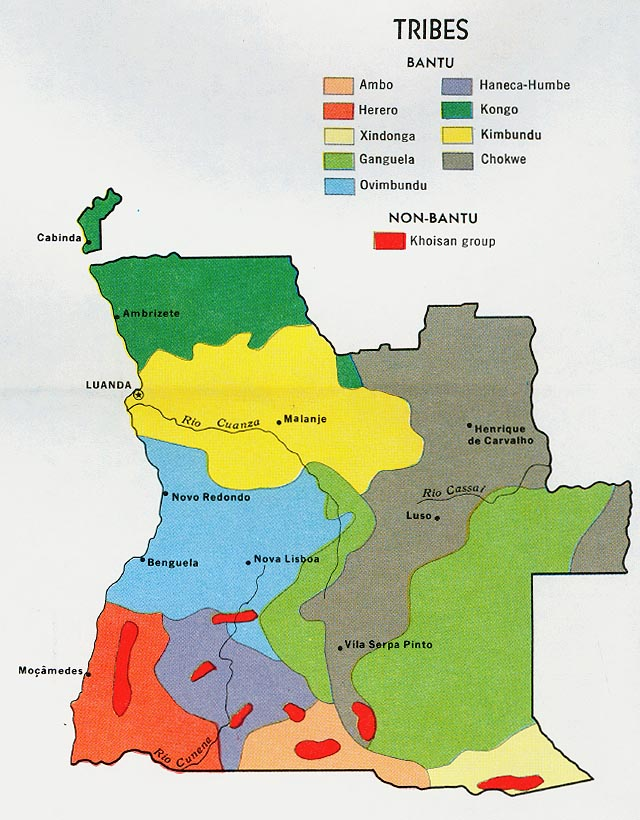
Овимбунду, амбунду (кимбунду) и другие народы Анголы

Овимбу́нду (или южные мбунду) — народ группы банту на западе Анголы. Населяют в основном провинции Бенгела, Уамбо, Бие на плато Бие. Основные города: Бенгела, Уамбо, Куито и др. Среди них город Уамбо в годы Гражданской войны в Анголе был центром борьбы проамериканской организации УНИТА, руководитель которой — Жонаш Савимби — являлся представителем народа овимбунду.
Численность — около 4—5 млн человек (2000 г., оценка). Близки к амбунду (северным мбунду).
Язык умбунду (южный мбунду) — один из языков банту, распространён также португальский язык. Овимбунду в основном христиане (католики, методисты, последователи местных африканских церквей), часть придерживаются традиционных культов.